# Pachanga
La Pachanga è un genere musicale veloce e sincopato, sviluppato nei primi anni sessanta da piccole formazioni musicali chiamate charangas.

## Origine
Sebbene la sua origine sia disputata, viene sostanzialmente ricondotta all'isola di Cuba, anche in considerazione delle sue sonorità che possono essere descritte come un incontro tra merengue e conga.
Alcune fonti attribuiscono la paternità della pachanga ad Eduardo Davidson e alla sua "La Pachanga", registrata nel 1959. Altri parlano invece di José Fajardo e della sua charanga quali primi interpreti di questi ritmi.
Nei primi anni '60 il successo della pachanga fu travolgente soprattutto a New York, a partire dai quartieri latini, e nel resto dell'East Coast, arrivando a soppiantare la popolarità del cha cha cha.

## Interpreti
Alcuni dei più importanti interpreti di "pachangas" furono: Rolando La Serie, Ray Barretto, Joe Arroyo, Grupe Niche, La Sonora Dinamita, Roberto Torres, Los Embajadores Vallentos, Los Titanes e Diómedes Díaz.

## Citazioni
- La giornalista francese Ania Francos attribuì a Che Guevara la definizione del regime cubano come "Socialismo con pachanga",[1] utilizzata per evidenziarne gli aspetti peculiari e mettere in risalto la forte influenza della cultura caraibica.

- La pachanga è citata nel film Dirty Dancing del 1987[2]

- "Pachanga" è il nome del personaggio interpretato da Luis Guzmán, nel film Carlito's Way.